# Portland Harbour

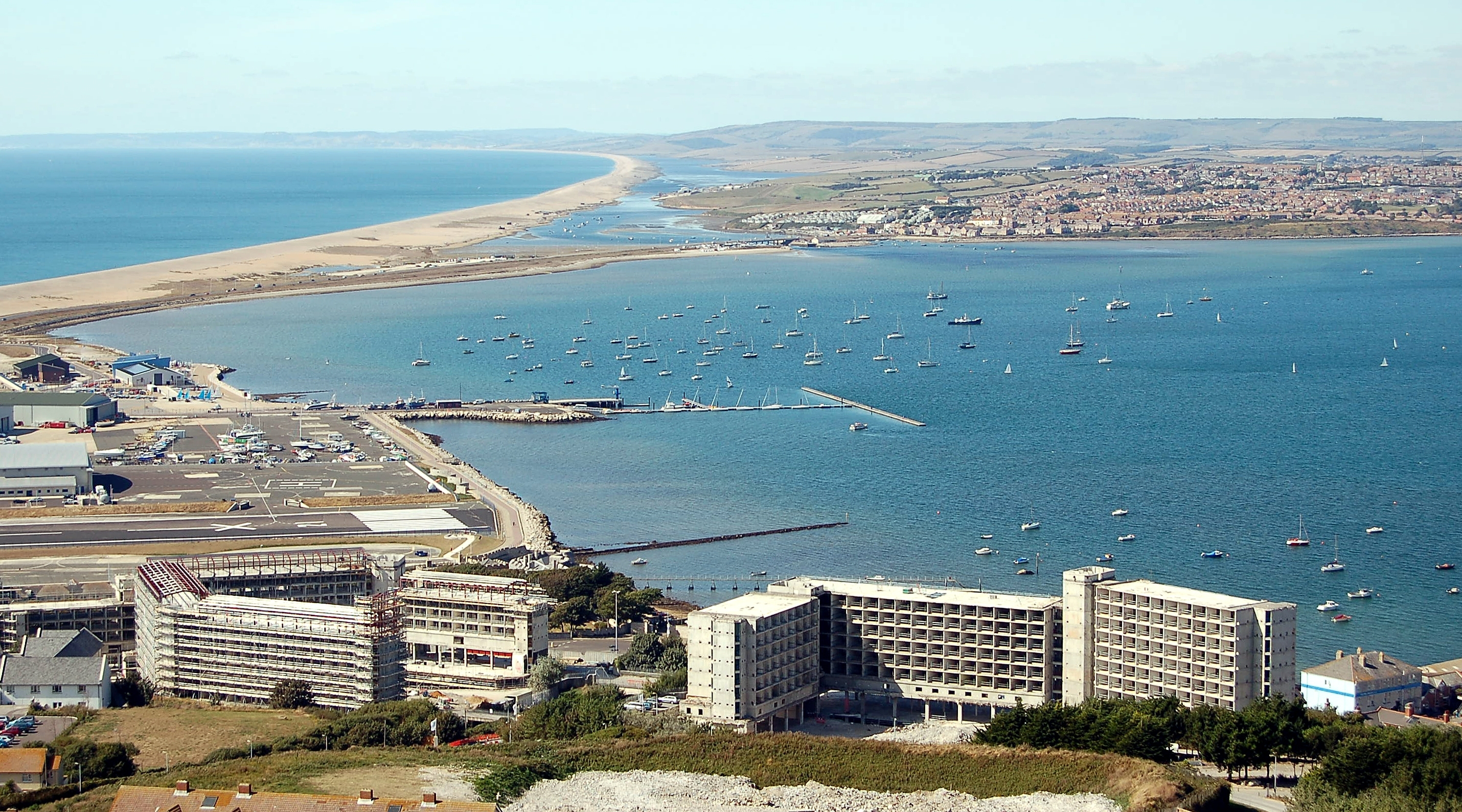
Die westliche Seite von Portland Harbour mit Chesil Beach, Lyme Bay und der Fleet Lagoon im Hintergrund.

Portland Habour liegt an der Isle of Portland in Dorset an der Südküste Englands. Portland Habour ist mit 8,6 km² einer der größten von Menschen gebauten Ankerplätze und Häfen der Welt.
Die Grundlage des Hafens ist der geschützte Ankerplatz, der von Chesil Beach und der Isle of Portland gebildet wird. Diese Bucht gab Schutz vor dem Wetter für Schiffe außer in östlicher Richtung. König Heinrich VIII. baute Portland Castle und Sandsfoot Castle um diesen Ankerplatz zu schützen.
Der Bau des heutigen Hafens begann 1849, als die Royal Navy begann, einen Wellenbrecher am südlichen Ende des Ankerplatzes mit auf der Isle of Portland gewonnenem Stein zu bauen. Diese Konstruktion schützt den Ankerplatz gegen Wettereinflüsse aus Südwesten. Der Bau wurde 1872 fertiggestellt und umfasste auch zwei Befestigungsanlagen auf der Mauer, so wie Verne Citadel Fort, Nothe Fort, East Wear Battery, High Angle Battery. Der Bau dieser Festungsanlagen war Teil der Empfehlungen der Royal Commission on the Defence of the United Kingdom und sie gehören damit zu den Palmerston Forts.
1906 wurden gegen die Bedrohung durch Torpedoangriffe aus Osten zwei weitere Wellenbrecher gebaut. Ein weiteres Hindernis gegen Angriffe durch U-Boote wurde 1914 geschaffen, als die HMS Hood in der südlichen Hafeneinfahrt versenkt wurde. Die HMS Hood gilt heute als zu gefährlich für Taucher, aber andere der fünf weiteren im Hafenbereich versenkten Schiffe sind für Taucher zugänglich.
Tauchen ist neben Windsurfen und Segeln ein beliebter Sport in dem Hafen, der 1996 von der Royal Navy verkauft wurde. Neben dem Freizeithafen wird auch ein kommerzieller Hafenbetrieb von der Portland Port Ltd und der Portland Harbour Authority Limited betrieben. Kreuzfahrtschiffe kommen in den Hafen, damit von hier die Passagiere Dorset besuchen können. Im Hafen befindet sich auch die Weymouth and Portland National Sailing Academy, die die Segelwettbewerbe der Olympischen Sommerspiele 2012 ausgerichtet hat.